# North Miami Beach
North Miami Beach is een plaats (city) in de Amerikaanse staat Florida, en valt bestuurlijk gezien onder Miami-Dade County.

## Demografie
Bij de volkstelling in 2000 werd het aantal inwoners vastgesteld op 40.786.
In 2006 is het aantal inwoners door het United States Census Bureau geschat op 39.030, een daling van 1756 (-4.3%).

## Geografie
Volgens het United States Census Bureau beslaat de plaats een oppervlakte van
13,7 km², waarvan 12,8 km² land en 0,9 km² water.

## Geboren
- Joseph Gian (1961), acteur, zanger en liedjesschrijver

## Plaatsen in de nabije omgeving
De onderstaande figuur toont nabijgelegen plaatsen in een straal van 8 km rond North Miami Beach.